# Leucodon tomentosus
Leucodon tomentosus là một loài Rêu trong họ Leucodontaceae. Loài này được Hook. mô tả khoa học đầu tiên năm 1818.